# Измайлович, Дмитрий Васильевич
Дмитрий Васильевич Измайлович (порт. Dimitri Ismailovitch; 1890, Сатанов — 15 октября 1976, Рио-де-Жанейро) — русский и бразильский художник.

## Биография
Родился на Украине. Окончил Сумский кадетский корпус (1907), Павловское военное училище в Санкт-Петербурге. В 1911 был во Франции в числе трёх русских офицеров, отправленных на манёвры от лейб-гвардии Кексгольмского полка. После начала Первой мировой войны был пулеметчиком, позже служил в штабе дивизии, корпуса, затем — армии генерала А. А. Брусилова. После революции оставил военную службу. В 1918—1919 годах учился живописи в Киеве, в Украинской академии искусства у  известного художника М. И. Жука. Провёл в Киеве персональную выставку. В 1919 году эмигрировал в Константинополь, где жил до 1927 года, изучал византийское и персидское искусство. В 1922 году стал обладателем членского билета №1 Союза русских художников Константинополя.
В 1927 году через Афины, Лондон и США попал в Бразилию, где и осел. Преподавал живопись в Рио-де-Жанейро, его учеником, в частности, был Данила Васильев. Был известен как портретист, в портретах использовал элементы иконописной техники. В последний период жизни писал в основном пейзажи и натюрморты. В 1968 году в муниципалитете Рио-де-Жанейро прошла персональная выставка, посвящённая 50-летию творческой деятельности Измайловича.
Две картины находятся в постоянной экспозиции Национального музея изящных искусств в Рио-де-Жанейро. Измайлович также выполнил две коировные иконы в Храм Благовещения Божией Матери (Сан-Паулу) в Сан-Паулу (1954).
После 1976 года прошло восемь посмертных персональных выставок работ художника, все в Бразилии.